# Vidrada, Bârzula
Vidrada (în ucraineană Відрада) este un sat în comuna Balta din raionul Bârzula, regiunea Odesa, Ucraina.

## Demografie
Componența lingvistică a localității Vidrada
     Ucraineană (83,72%)
     Rusă (13,95%)
Conform recensământului din 2001, majoritatea populației localității Vidrada era vorbitoare de ucraineană (83,72%), existând în minoritate și vorbitori de rusă (13,95%).